# محمية إيزابيلا
محمية ايزابيلا (الأوجيبوية: Ziibiwing Anishinaabek) هي منطقة أمة ساجينو تشيبيوا القبلية بها فيدراليا وتقع في مقاطعة إيزابيلا في الجزء الأوسط من الولايات المتحدة الامريكية من ميتشيغان لدى القبيلة أيضا بعض الطرود الصغيرة من الأراضي خارج المحمية في بلدة ستانديش في مقاطعة اريناك بالقرب من خليج ساجيناو جنوب شرق مدينة ستانديش وتحتفظ الحكومة الاتحادية بالأراضي القبلية باسم الأمة.
القبيلة تملك وتدير كازينو ارتفاع النسر ومنتجع في جبل بليزانت وكازينو هبوط النسور في ستانديش.
أبرمت القبيلة اتفاقا مع الدولة لتوسيع نطاق ولايتها القضائية لفرض القوانين على أعضائها. هذه المنطقة الموسعة لتطبيق القانون على أعضائها فقط. وهو مجتمع لطيف ومتكامل.